# Aspistor luniscutis
Aspistor luniscutis és una espècie de peix de la família dels àrids i de l'ordre dels siluriformes.

## Morfologia
- Els mascles poden assolir 15 cm de longitud total.[5][6]

## Hàbitat
És un peix bentopelàgic i de clima tropical.

## Distribució geogràfica
Es troba a la Guaiana Francesa i el Brasil.